# Haus Keetman
Das Haus Keetman (ehemalige Anschrift Briller Höhe 6) war eine denkmalwürdige Villa im Briller Viertel in Wuppertal-Elberfeld, auch teilweise fälschlich als Haus Keetmann geschrieben. Die Villa ist auch unter dem späteren Namen Villa Frowein bzw. Froweinsche Villa bekannt, die nicht zu verwechseln ist mit der Villa Frowein in der Briller Straße.
Die von dem Architekten Emanuel von Seidl um 1900 im modernisierten Bergischen Stil errichtete Villa wurde, wie zuvor das benachbarte Haus Engländer, am 11. Mai 1981 abgetragen. 
Sie war zu dem Zeitpunkt im besten baulichen Zustand, jedoch 1980 aufgrund baulicher Veränderungen nicht vom Landeskonservator als Baudenkmal anerkannt. Kurz nach der Niederlegung wurden neue Erkenntnisse gewonnen, dass die Einstufung möglicherweise nicht korrekt war. Die Villa war beispielhaft für den damaligen Eigenheimbau.
Bauherr von Haus Keetman war der Konsul und Mitinhaber des Bankhauses J. Wichelhaus P. Sohn Alfred Keetman (1873–1957), es ist das Geburtshaus der Komponistin Gunild Keetman (1904–1990) und des Fotografen Peter Keetman (1916–2005). Danach war die Villa im Besitz von Harald Frowein.
Nach dem Abriss der Villa Keetman ließ die „Bauherrengemeinschaft Parkresidenz Briller Höhe“ einen Atriumbau, laut ihrem Prospekt eine „Luxuswohnanlage an Wuppertals exklusivstem Standort“, 1982/83 errichten.